# Кайнуу
Ка́йнуу (фин. Kainuu, швед. Kajanaland) — область в Финляндии на востоке бывшей губернии Оулу. Население — 70 506 человек (2022). Граничит с областями Северная Похьянмаа (на северо-западе), Северное Саво и Северная Карелия (на юге). На востоке граничит с Республикой Карелия. Площадь — 21 500 км².

## Муниципалитеты
Кайнуу состоит (с 1.1.2007, когда Вуолийоки объединилась с Каяани) из девяти общин (муниципалитетов). В скобках указано количество жителей на 31 декабря 2009 г.
| 1. Каяани (38 211) 2. Ваала (3402) 3. Палтамо (3920) 4. Ристиярви (1522) 5. Соткамо (10 702) 6. Кухмо (9637) 7. Суомуссалми (9326) 8. Хюрюнсалми (2792) 9. Пуоланка (3131) |

## Экономика
Основные отрасли: сельское хозяйство, земледелие, рыболовство, лесная промышленность, животноводство, горнодобывающая промышленность.
С сентября 2013 года сеть магазинов «Макси» в Кайнуу стали принимать к оплате, кроме евро, также и российские рубли.
По ВВП на душу населения в 2017 г. регион занимал последнее место в Финляндии с показателем 26 362 евро на человека.